# Processus unciné

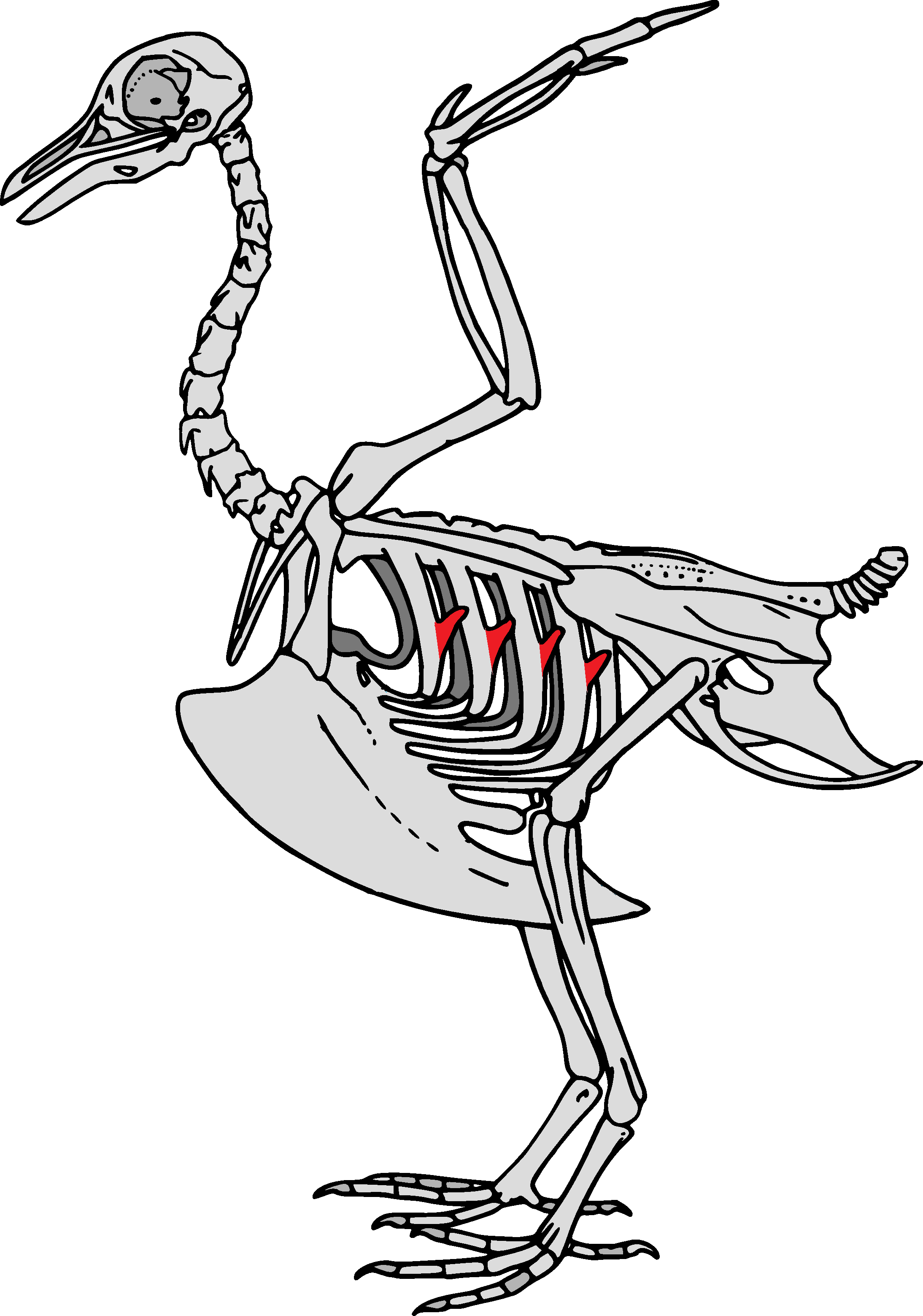
Processus unciné en rouge sur un squelette d'oiseau

Le processus unciné (latin: Processus uncinatus), ou apophyse uncinée, est une protubérance osseuse fixée sur les côtes et présente chez les oiseaux, certains reptiles (Sphenodons) et les dinosaures du groupe des maniraptores (appartenant aux théropodes). Il est absent chez Archaeopteryx. Les apophyses n’ont pas toutes la même longueur : elles sont courtes chez les coureurs (comme l’autruche ou le casoar), longues chez les plongeurs (comme le Petit Pingouin) et intermédiaires chez tous les autres.
Le développement des processus uncinés est lié au système de respiration. Suivant une théorie des années 1960, ces apophyses aplaties rigidifieraient la cavité thoracique afin d’empêcher le collapsus de la cavité thoracique durant le battement des ailes, mais selon une étude de 2007 ils amélioreraient à la fois l’efficacité de l’inspiration et de l’expiration.
Tous les oiseaux en ont, à l’exception des Spheniscidae et des kiwis (dont les espèces ne volent pas), et des Anhimidae.

## Processus unciné chez l'humain
Chez l'humain, des termes proches peuvent désigner :
- le processus unciforme, une portion de l'os ethmoïde ;
- les uncus, processus latéraux de la face supérieure du corps vertébral des vertèbres cervicales ;
- l'uncus, petite portion du pancréas située en arrière de la veine porte.